# Commodore Amiga 3000T

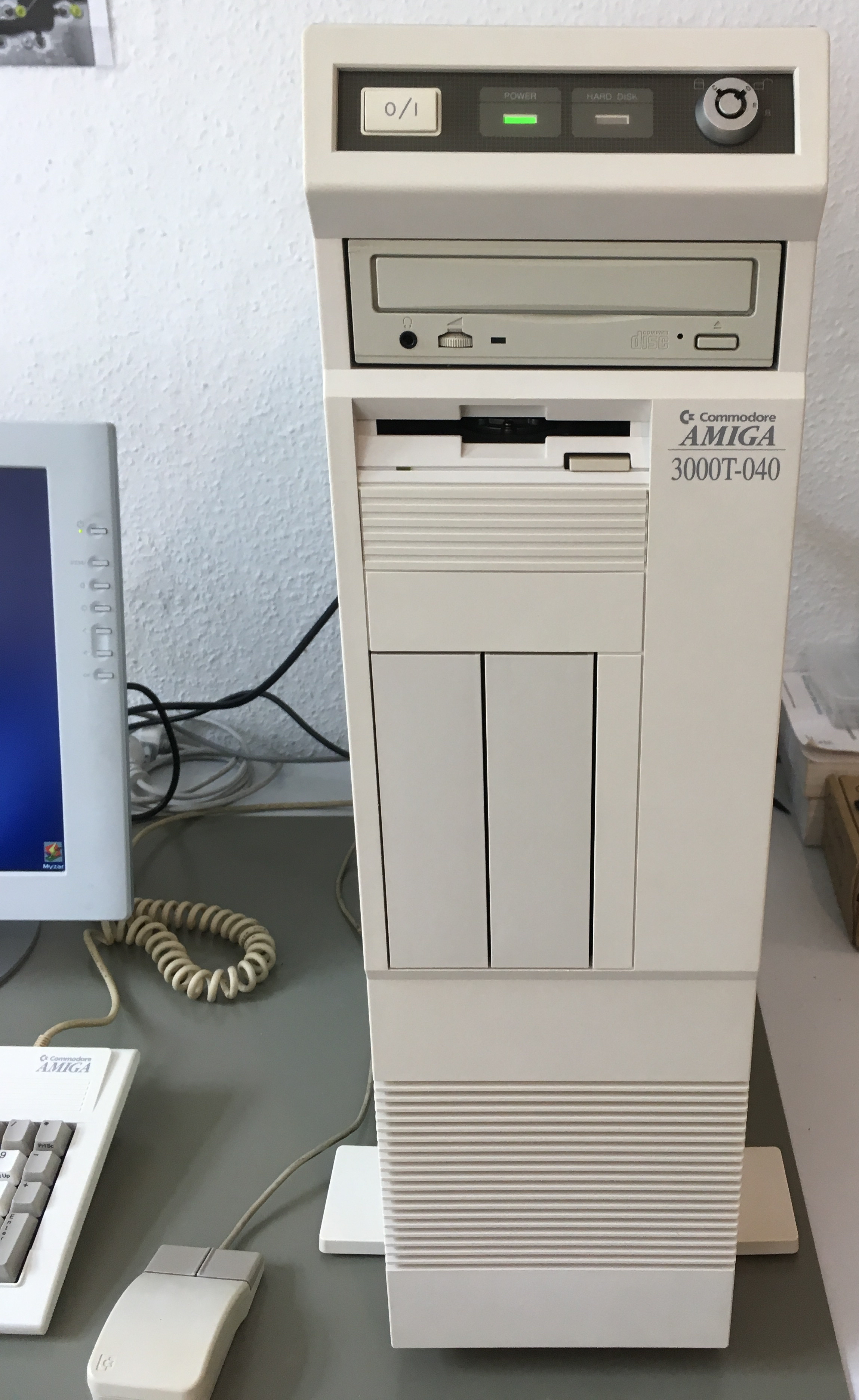
Caja torre Commodore Amiga 3000T

El Amiga 3000T es la versión en caja torre del ordenador Commodore Amiga 3000. Durante el desarrollo del equipo se le llamó A3500 y al salir el A3000 no se terminaron de eliminar las referencias al 3500 en los manuales impresos, lo que obligó a Commodore a acelerar el proceso.
La caja torre del A3000T presenta, accesibles desde el exterior, una bahía superior de 5 1/4, bajo ella la bahía de 3 1/2 ocupada por la unidad de disquete, dos bahías más de 3 1/2 (usualmente una ocupada por el disco duro de serie), dos bahías de 5 1/4 en posición vertical. Además internamente tiene dos bahías adicionales de 5 1/4. Todas las bahías son de media altura.
El Amiga Unix es una opción que se entrega primero en formato cinta y luego en CD-ROM

## Especificaciones técnicas
- CPU: Motorola 68030 a 25 MHz.
- Memoria RAM: 2 MB de memoria (configurado como 1 MB de CHIP RAM y 1 MB de FAST RAM), ampliable a un total de 18 MB en placa.
- FPU: un coprocesador 68882
- Chipset ECS.
- Interfaz SCSI con un disco duro de 3.5" LPS105S (100MB) o 200 Mb.
- Un 'flicker fixer' incluido en el chip Amber que permite el uso de un monitor VGA.
- Slots internos:
  - 1 - Video
  - 1 - CPU
  - 5 - Zorro III
  - 2 - ISA de 16 bits

Puede incrementarse la memoria Fast RAM añadiendo chips ZIP DRAM, que son notoriamente difíciles de fijar (y ahora de encontrar), y están disponibles en dos variedades, Page Mode o Static Column.
Además de la versión estándar se vendió una versión acelerada, con la aceleradora Commodore A3640 equipada con un Motorola 68040 a 25 MHz en el slot de procesador, y con el 68030 y el coprocesador eliminados , y la unidad de disquete sustituida por una de alta densidad, que daba un formato de 1.76 MB (contra los 1.44 del PC) y es capaz de leer/escribir discos en formato PC.